# Capparis viburnifolia
Capparis viburnifolia är en kaprisväxtart som beskrevs av François Gagnepain. Capparis viburnifolia ingår i släktet Capparis och familjen kaprisväxter. Inga underarter finns listade i Catalogue of Life.